# Ormocarpum sennoides
Espèce
Classification phylogénétique
Ormocarpum sennoides est une espèce de plantes à fleurs de la famille des Fabaceae. C'est un arbuste trouvé en Nouvelle-Calédonie.

## Répartition et habitat
L'espèce n'est plus considérée comme endémique à la Nouvelle-Calédonie car mise en synonymie avec l'espèce Ormocarpum orientale, largement répandue. Elle est très courante par endroits sur l'île (Pouembout, Poya), et plus rare aux alentours de Nouméa.
L'arbuste pousse principalement dans les forêts sèches, mais on peut aussi le rencontrer dans les forêts légèrement humides.

## Écologie
La plante est consommée par les cerfs et le bétail.

## Aspect et forme générale
Ces arbustes sont peu larges, très élancés et possèdent un branchage et un feuillage qui forment une petite voûte. Ils mesurent au maximum 5-6 mètres et font le plus souvent 3 à 4 mètres de haut. L'écorce est de couleur beige clair, grumeleuse, voire couverte de pustules, elle est toujours très bosselée. Les feuilles sont composées et ressemblent aux feuilles de flamboyants. Elles sont de couleur vert clair, un peu glauque. Chaque foliole fait 6 mm de long sur 3 mm de large.

## Fleurs
Les fleurs sont de couleur rose pâle, avec des veinules d’un rose plus foncé. Elles sont assez grandes (2 à 3 cm de long), ont les pétales soudées et se remarquent facilement.

## Reproduction
La floraison est abondante, mais jamais spectaculaire. Les fruits sont des gousses (comme le flamboyant ou le haricot vert), de couleur marron à maturité. Lors de la floraison, les feuilles tombent et se remettent à pousser lorsque les fleurs fanent.